# Kap Hartree
Das Kap Hartree ist ein Kap an der Südküste von Laurie Island im Archipel der Südlichen Orkneyinseln. Es bildet die südwestliche Spitze der Mossman-Halbinsel und markiert die westliche Begrenzung der Einfahrt zur Buchan Bay.
Entdeckt und grob kartiert wurde sie 1821 gemeinsam vom britischen Robbenfängerkapitän George Powell (1794–1824) auf der Dove und dem US-amerikanischen Seefahrer Nathaniel Palmer auf der Hero. Der Name des Kaps taucht erstmals auf einer Karte auf, die Powell 1822 veröffentlichte. Die Benennung blieb bis 1905 unverändert. Der Namensgeber ist unbekannt. Eine kartografische Vermessung nahmen auch Teilnehmer der Scottish National Antarctic Expedition unter der Leitung von William Speirs Bruce im Jahr 1903 vor. Bruce benannte es Kap McVitie nach Robert McVitie Jr. (1854–1910), Keksfabrikant aus Edinburgh und Sponsor der Expedition. Auf einigen Karten finden sich seither vereinzelt alternativ zur ursprünglichen Benennung auch die Namen Kap McVitie, Kap Vitie oder falsch geschriebene Derivate derselben.